# Herrenhaus Görbitsch
Das Herrenhaus Görbitsch (polnisch Pałac w Garbiczu) ist ein guterhaltenes, heute als Hotel genutztes Herrenhaus in der heute zur Woiwodschaft Lebus gehörenden Garbicz (Görbitsch). Historisch gehörte der Ort zum Sternberger Land.

## Geschichte
Von Mitte des 15. Jahrhunderts bis 1518 waren die von Winning und von Buntsch Lehensnehmer. Im 18. Jahrhundert waren die von Selchow und die von Winterfeldt Besitzer. Ab 1819 war Friedrich Wilhelm Leopold von Gaudy Besitzer, ab 1827 die von Risselmann, Um 1879 verfügte das kreistagsfähige Rittergut Goerbitzsch, so die damalige Schreibweise, über 1739 ha Land. Den größten Anteil stellten die Forsten mit 1040 ha dar. Zum Gut gehörte eine Stärkefabrik. Eigentümer war Heinrich von Risselmann (1799–1870).  Erbin wurde nicht der gleichnamige Sohn, sondern seine Tochter Auguste von Risselmann. Sie hatte 1863 den Ritterschaftsrat und Vetter August von Risselmann-Crussow-Matschdorf geheiratet. Nächster Gutsherr wurde ihr ältester Sohn Friedrich von Risselmann (1869–1907). 1914 gehörten zum Rittergut die Vorwerke Augustenhof und Charlottenfeld, gesamt 1867 ha sowie das Rittergut Hildesheim mit 654 ha. Eigentümer war Elhard von Risselmann im Minorat, Sohn des Gutsherrn Friedrich von Risselmann, unter Vormundschaft der Elsbeth von Risselmann, geborene Vogel von Falckenstein, seine Mutter. Der Gutsbetrieb wurde durch einen Oberinspektor und einen Rendanten geführt. Ende der 1930er Jahre war der junge Gröbitzscher Gutsbesitzer nach dem Gothaischen Genealogischen Taschenbuch Offizier. Nachweisbar ist auch eine Kreditnahme für das Gut und seinen Besitzer von 1912 bis 1938.

## Bauwerk
Der heute erhaltene Bau steht in exponierter Lage an einer Hangkante und stammt aus der zweiten Hälfte des 18. Jahrhunderts. Der Bau ist ein zweigeschossig und neunachsiger Putzbau, der durch kannelierte Lisenen gegliedert ist. Farbige Gurtbänder und Fensterverdachungen im Erdgeschoss führen zu einer zurückgenommenen horizontalen Gliederung. Das tempelartige Orangeriegebäude wurde unter den von Gaudy erbaut. Der Eingangsbereich mit Mittelrisalit und Zwerchhaus wurde offenbar in der zweiten Hälfte des 20. Jahrhunderts umgestaltet. Im Giebelfeld befindet sich heute ein Wappen mit dem polnischen Adler.